# Seleção Micronésia de Futebol
A Seleção Micronésia de Futebol é o time nacional de futebol dos Estados Federados da Micronésia e controlado pela Associação de Futebol dos Estados Federados da Micronésia.
Não é membro da FIFA e nem da OFC, e por tal motivo não pode disputar jogos de Eliminatórias para Copa do Mundo. Suas partidas, realizadas no Complexo Desportivo de Yap (geralmente amistosos contra outras seleções), estádio com capacidade de 2 mil lugares, não são consideradas oficiais. A equipe compete apenas nos Jogos do Pacífico, tendo disputado apenas duas edições, a de 2003 e a de 2015. Em ambas caiu na primeira fase.
Em 2015, foi considerada a pior seleção do mundo pelo desempenho de sua Seleção Olímpica nos Jogos do Pacífico, que sofreu 114 gols em três jogos. A equipe perdeu para o Taiti por 30 a 0, para Fiji por 38 a 0 e na última rodada para Vanuatu por 46 a 0, que superou os 31 a 0 da Austrália contra Samoa Americana em 2001. Como os 3 jogos envolveram times sub-23, a FIFA não reconhece os resultados como oficiais, já que a Micronésia é um dos 8 países independentes que não integram o quadro da entidade. Após a goleada sofrida contra o Taiti, o técnico australiano Stan Foster pediu para que a FIFA reconhecesse a Seleção Micronésia, com o objetivo de fornecer ajuda para desenvolver o futebol no arquipélago.

## Desempenho nos Jogos do Pacífico
- 1963 a 1995 - não se inscreveu
- 2003 - Fase de grupos
- 2007 a 2011 - não se inscreveu
- 2015 - Fase de grupos
- 2019 - não se inscreveu

## Uniformes
| Uniforme titular (1999) | Uniforme titular (2001) | Uniforme titular (2003) | Uniforme titular (2024) | Uniforme reserva (2024) | Terceiro uniforme (2024) |

## Resultados

### Oficiais
| 6 de junho de 1995 Amistoso | Guam                                    | 3 - 0 | Micronésia | Guam |
|                             | Gol marcado · Gol marcado · Gol marcado |       |            |      |

| junho de 1999 Amistoso | Guam                                                  | 4 - 1 | Micronésia  | Guam |  |
|                        | Gol marcado · Gol marcado · Gol marcado · Gol marcado |       | Gol marcado |      |  |

| 12 de julho de 1999 Copa Micronésia | Micronésia                                                     | 7 - 0 | Marianas do Norte | Rull, Micronésia |
|                                     | Peter Paul Igesumal , · Percy Rasung , · Daniel · Jerry Gorong |       |                   |                  |

| 30 de junho de 2003 Pacífico 2003 | Taiti | 17 - 0 | Micronésia | Suva, Fiji                                           |  |
| 15:00                             | Felix Tagawa 8', 10', 19', 33' · Donald Felan Finay 17' · Heimano Guyon 32', 41', 56' · Naea Bennett 48', 70', 76', 86' · Angelo Tchen 69' · Frank Papaura 71' · Tony Senechal 72' · Steeve Lecaill 78' · Abel Terevaura 81' |        |            | Estádio: ANZ National Stadium Árbitro: Leone Rakaroi |  |

| 1 de julho de 2003 Pacifico 2003 | Micronésia | 0 - 18 | Nova Caledônia | Suva, Fiji                                         |  |
| 15:00                            |            |        | Michel Hmae 3', 41', 49', 53' · Paul Poatinda 8', 9', 29', 33', 66', 76' · Pierre Wajoka 15', 62', 85' · Gil Elmour 16' · Luenu Joseph 71' · Dahote Jacques 78' · Pian Theodore 80' · Wiako Jacky 84' | Estádio: ANZ National Stadium Árbitro: Andrew Moli |  |

| 5 de julho de 2003 Pacifico 2003 | Tonga                                                                                               | 7 - 0 | Micronésia | Naurori, Fiji                                  |  |
| 11:00                            | Ipeni Fonua 5' · Maamaloa Tevi 15' · Mark Uhatai 22', 36' · Unaloto Feao 34', 55' · Kilifi Uele 72' |       |            | Estádio: Ratu Cakobau Park Árbitro: Intaz Shah |  |

| 7 de julho de 2003 Pacifico 2003 | Papua-Nova Guiné | 10 - 0 | Micronésia | Lautoka, Fiji                                 |  |
| 17:00                            | Alex Davani 5', 6', 51' · Nathan Pomat 17', 37' · Michael Foster 36' · Chique Posman 67', 74' · Trevor Ire 79' · Andrew Lepani 92' |        |            | Estádio: Churchill Park Árbitro: Tammy Ogston |  |

### Não Oficiais
| julho de 1999 Copa Micronésia | Micronésia                                                 | 4 - 1 | Crusaders   | Rull, Estados Federados da Micronésia |  |
|                               | Jerry Gorong · Peter Paul Igesumal · Daniel · Percy Rasung |       | Gol marcado | Público: 400                          |  |

| 19 de julho de 1999 Copa Micronésia | Micronésia              | 14 - 1 | Crusaders   | Rull, Estados Federados da Micronésia |  |
|                                     | Peter Paul Igesumal , · |        | Gol marcado |                                       |  |

### Seleção Sub-23
| 3 de julho de 2015 Pacifico 2015 | Micronésia | 0 - 30 | Taiti | Port Moresby, Papua-Nova Guiné                            |  |
| 10:00                            |            |        | Michel Maihi 2', 34', 46', 52', 86' · Manuarii Hauata 9', 48', 90+6' · Tevairoa Tehuritana 12', 20', 40', 45+2' · Mauarii Tehina 24', 38', 49', 54' · Louis Petigas 34' · Yohann Tihoni 50', 51', 90+1' · Fred Tissot 60', 64', 66', 75', 82', 85' · Tehei Taupotini 63' · Raiamanu Tauira 90', 90+2', 90+4' | Estádio: Bisini Sports Complex Árbitro: Ichikawa Polovili |  |

| 5 de julho de 2015 Pacifico 2015 | Micronésia | 0 - 38 | Fiji | Port Moresby, Papua-Nova Guiné                                   |  |
| 10:00                            |            |        | Chris Wasala 1', 6', 27', 29', 30', 36', 53', 56', 66' · Tony Tuivuna 4', 9', 28', 43', 45+1', 45+4', 70', 85', 90+3', 90+6' · Iosefo Verevou 8', 26', 40', 45+2', 45+3' · Napolioni Qasevakatini 10', 12', 24', 59', 67' · Garish Prasad 22', 63', 65', 76' · Tevita Waranaivalu 47' · Manasa Nawakula 79', 80', 88' · Savenaca Nakalevu 90+6' | Estádio: Bisini Sports Complex Público: 500 Árbitro: Hillary Ani |  |

| 3 de julho de 2015 Pacifico 2015 | Vanuatu | 46 - 0 | Micronésia | Port Moresby, Papua-Nova Guiné                            |  |
| 10:00                            | Tony Kaltack 2', 18', 27', 49', 53', 56' · Bill Nicholls 3', 16', 37', 45+3', 50', 57', 61', 64', 65', 72' · Jean Kaltack 4', 6', 17', 34', 37', 44', 45', 45+2', 47', 54', 59', 60', 66', 73', 90+3', 90+4' · Barry Mansale 12', 20', 22', 29', 30', 36' · Dalong Damalip 14', 45+1' · Brian Kaltack 23' · Nemani Nikiau 55' · Abraham Roqara 68', 89' · Zicka Manuhi 74' · Chris Andrews 90' |        |            | Estádio: Bisini Sports Complex Árbitro: Ichikawa Polovili |  |

## Títulos
- Copa Micronésia: 1999